# 名鉄下呂病院
名鉄下呂病院（めいてつげろびょういん）は、岐阜県下呂市の名古屋鉄道系の病院。名古屋鉄道健康保険組合の直営として運営されていた下呂温泉を利用したリハビリテーション専門病院である。2007年（平成19年）2月、建物老朽化、医師・看護師の確保が困難であることなどにより閉鎖が決定され（新聞発表は4月19日）、同年10月31日をもってその歴史に幕を下ろした。

## 概要
- 温泉治療を中心とする。理学療法室、作業療法室、言語療法室や、温泉を利用した運動浴、ハーバードタンク、バイブラバス、リフトバスなどの医療設備がある。
- 完全な療養型病院であり、一般外来は受け付けていない。
- 診療科目は、リハビリテーション科、内科、外科、整形外科、皮膚科など。
- 主な治療対象となる疾患は、脳梗塞、脳内出血、パーキンソン病、脊髄損傷、骨折、変形性脊椎症など。医学的に温泉治療が期待できる内科的疾患、及び整形外科的疾患で後療法を要する疾患が多い。
- 病床数は100床。

## 沿革
- 1961年（昭和36年） 名古屋鉄道健康保険組合の経営による名鉄病院の温泉療養所として開設。
- 2000年（平成12年） 介護保険の療養型介護療養施設となる。
- 2007年（平成19年） 2月に閉鎖が決定。10月31日廃院。

## 所在地
- 岐阜県下呂市幸田1141-1

## 交通機関
- JR高山本線下呂駅より徒歩5分